# Q-зоря
Q-зоря (англ. Q-Star), відома також під назвою сіра діра (англ. Gray hole) — гіпотетичний тип компактної і важкої нейтронної зорі з екзотичним станом матерії. Q-зорі не слід плутати з кварковими зорями (англ. Quark star), оскільки Q у назві означає не «кварк», а радше збереження кількості частинок. Q-зоря може бути помилково прийнята за чорну діру. Одним із кандидатів у Q-зорі є компактний об'єкт V404 Лебедя в сузір'ї Лебідь.

## Типи Q-зір
- SUSY Q-куля (англ. Q-ball)[1]
- B-куля, стабільні Q-кулі з великим баріонним числом B. Вони існують в нейтронних зорях, які поглинули одну або кілька Q-куль.